# جون لي كارول
جون لي كارول (بالإنجليزية: John Lee Carroll)‏ هو محامي وسياسي أمريكي، ولد في 30 سبتمبر 1830 في بالتيمور في الولايات المتحدة، وتوفي في 27 فبراير 1911 في واشنطن العاصمة في الولايات المتحدة. حزبياً، نشط في الحزب الديمقراطي. وقد انتخب حاكم ماريلاند ‏.